# Johan Remen Evensen
Johan Remen Evensen (Stokmarknes, 16 de setembro de 1985) é um ex-saltador de esqui norueguês que detém o atual recorde de distância em um salto, 246,5m, obtido na pista de Vikersund, Noruega, na Taça do Mundo de Saltos de Esqui de 2011. Evensen também conquistou duas medalhas de prata no Campeonato Mundial de Esqui Nórdico, em 2009 e 2011, e uma medalha de bronze nos Jogos Olímpicos de Inverno de 2010.